# Ceftobiprole
O ceftobiprole é um antibiótico beta-lactâmico relacionado com as penicilinas, usado no tratamento de infecções bacterianas. É tido como a 5ª geração das cefalosporinas, embora este conceito tenha ainda de ser aprovado. Esta classificação deve-se ao fato de possuir atividade contra o Staphylococcus aureus e o Enterococcus faecalis meticilino-resistentes. No que diz respeito à sua ação sobre microorganismos Gram-negativos, o seu espectro de ação é semelhante à cefepima. 